# Mauressargues
Mauressargues é uma comuna francesa na região administrativa de Occitânia, no departamento de Gard. Estende-se por uma área de 5,85 km². Em 2010 a comuna tinha 170 habitantes (densidade: 29,1 hab./km²).